# Gutti, Belgaum
Gutti là một làng thuộc tehsil Belgaum, huyện Belgaum, bang Karnataka, Ấn Độ.